# Коста, Афраниу да
Афраниу Антониу да Коста (порт. Afrânio Antônio da Costa, 14 марта 1892 — 26 июня 1979) — бразильский стрелок, призёр Олимпийских игр.
Родился в 1892 году в Рио-де-Жанейро. В 1920 году на Олимпийских играх в Антверпене завоевал серебряную медаль в стрельбе из произвольного пистолета на дистанции 50 м, и бронзовую — в командном первенстве в этой же дисциплине. Также он принял участие в соревнованиях по стрельбе из скорострельного пистолета, но в этой дисциплине занял лишь 4-е место в командном зачёте.
В 1922 году принял участие в Латиноамериканских Олимпийских играх, где также завоевал в стрельбе из произвольного пистолета серебряную медаль в личном первенстве и бронзовую — в командном.
Был одним из создателей Бразильской конфедерации спортивной стрельбы и одним из её президентов. Также он был президентом Столичной ассоциации атлетических видов спорта, и в 1930 году возглавлял бразильскую делегацию на чемпионате мира по футболу.
Был членом Федерального апелляционного суда и Федерального верховного суда.